# Koserow
Koserow település Németországban, Mecklenburg-Elő-Pomeránia tartományban. Lakosainak száma 1689 fő (2023. december 31.).

## Népesség
A település népességének változása:
| Lakosok száma | 1745 | 1732 | 1718 | 1730 | 1689 |
|               | 2017 | 2019 | 2021 | 2022 | 2023 |